# Kepler-54 c
 (mai 2025).
Kepler-54 c est une exoplanète de type Planète de dimensions terrestres en orbite autour de la naine rouge Kepler-54, située à environ 886,17 années-lumière de la Terre.

## Caractéristiques physiques
L'exoplanète se distingue par sa masse faible de 0,002 MJ, son rayon compact de 0,11 RJ et sa température de 395 K.

## Orbite
Elle orbite à 0,08  unités astronomiques de son étoile, une distance comparable à celle de Mercure dans le système solaire.

## Découverte
L'exoplanète a été découverte par la méthode des transits en 2012.

## Habitabilité
Les conditions d'habitabilité de cette exoplanète ne sont pas déterminées ou ne sont pas connues.